# Angelo De Donatis
Angelo De Donatis (sinh 1954) là một Hồng y người Italia của Giáo hội Công giáo Rôma. Ông hiện đảm nhận vai trò Hồng y Đẳng Linh mục, Giám quản Giáo phận Rôma, Giám quản Tông Tòa Giáo phận Ostia, Chưởng ấn Đại học Giáo hoàng Lateran, Tổng linh mục Vương cung thánh đường Thánh Gioan Latêranô, đều bắt đầu từ năm 2017.
Vốn là một giáo sĩ trong vai trò lãnh đạo giáo hội địa phương, ông từng đảm trách vai trò Giám mục Phụ tá Giám quản Giáo phận Rôma trong thời gian ngắn, từ năm 2015 trước khi được chọn làm Giám quản Rôma hai năm sau đó. Ông được vinh thăng Hồng y ngày 29 tháng 6 năm 2018, bởi Giáo hoàng Phanxicô.

## Thân thế và thời kì linh mục
Hồng y Angelo De Donatis sinh ngày 4 tháng 1 năm 1954 tại Casarano, Giáo phận Nardò, Italia. Sau quá trình tu học dài hạn tại các cơ sở chủng viện theo quy định của Giáo luật, ngày 12 tháng 4 năm 1980, Phó tế Donatis, 26 tuổi, tiến đến việc được truyền chức linh mục tại Nhà thờ San Domenico, Casarano, Giáo phận Nardò. Cử hành nghi thức truyền chức cho tân linh mục là giám mục Antonio Rosario Mennonna, giám mục chính tòa Giáo phận Nardò. Tân linh mục đồng thời cũng là thành viên linh mục đoàn Giáo phận Nardò. Ba năm sau đó, ông chính thức được gia nhập vào linh mục đoàn Giáo phận Rôma, kể từ ngày 28 tháng 11 năm 1983.
Từ năm 1989 đến năm 1991, De Donatis là nhân viên lưu trữ của Tổng Thư ký Hồng y đoàn. Ông trở thành Giám đốc linh hướng của Chủng viện giáo hoàng Rôma, nơi ông phục vụ cho đến năm 2003, khi ông được bổ nhiệm làm linh mục giáo xứ tại nhà thờ San Marco Evangelista al Campidoglio tại Roma, kiêm chức Trợ lý cho Hiệp hội quốc gia về người thân của giáo sĩ. Ông cũng từng là giám đốc ban giáo sĩ của vị Giám quản Rôma từ năm 1990 đến năm 1996. Sau đó ông trở thành một thành viên của hội đồng mục vụ và Hội đồng Tư vấn của Giáo phận Roma.

## Giám mục
Sau 32 năm thi hành các công việc mục vụ với thẩm quyền và cương vị của một linh mục, ngày 14 tháng 9 năm 2015, Tòa Thánh loan tin Giáo hoàng đã quyết định tuyển chọn linh mục Angelo De Donatis, 61 tuổi, gia nhập Giám mục đoàn Công giáo Hoàn vũ, với vị trí được bổ nhiệm là Giám mục Phụ tá Giám quản Giáo phận Rôma, danh nghĩa Giám mục Hiệu tòa Motula. Lễ tấn phong cho vị giám mục tân cử được tổ chức sau đó vào ngày 9 tháng 11 cùng năm tại Vương cung thánh đường Thánh Gioan Latêranô, với phần nghi thức chính yếu được cử hành cách trọng thể bởi 3 giáo sĩ cấp cao, gồm chủ phong là đương kim giáo hoàng, Giáo hoàng Phanxicô; hai vị giáo sĩ còn lại, với vai trò phụ phong, gồm có Hồng y Agostino Vallini, Giám quản Giáo phận Rôma và Hồng y Beniamino Stella, Tổng trưởng Thánh bộ Giáo sĩ. Tân giám mục chọn cho mình châm ngôn:NIHIL CARITATE DULCIUS.

## Tổng giám mục
Chỉ sau khoảng thời gian 2 năm được chọn làm giám mục, Giám mục Angelo De Donatis được Tòa Thánh thăng Tổng giám mục, qua việc bổ nhiệm giám mục này làm Giám quản Giáo phận Rôma và chức danh Tổng giám mục hiệu tòa Motula. Thông báo về việc bổ nhiệm này được công bố cách rộng rãi vào ngày 26 tháng 5 năm 2017. Cùng với các chức danh này, kể từ ngày được bổ nhiệm, ông còn kiêm nhiệm các chức vụ Giám quản Tông Tòa Giáo phận Ostia, Chưởng ấn Đại học Giáo hoàng Lateran và Tổng linh mục Vương cung thánh đường Thánh Gioan Latêranô. Ông là Giám quản Giáo phận Rôma đầu tiên trong gần 500 năm được chọn vào vị trí này khi chưa phải là một Hồng y.

## Thăng Hồng y
Trong buổi đọc kinh Nữ vương Thiên Đàng tại Vatican vào gày 20 tháng 5 năm 2018, Giáo hoàng Phanxicô bất ngờ loan báo ông đã quyết định vinh thăng thêm 14 Hồng y của Giáo hội Công giáo Rôma, trong đó có 11 tân hồng y dưới 80 tuổi, có quyền tham gia mật nghị hồng y. Trong danh sách các vị hồng y mới này, có Tổng giám mục Angelo De Donatis, được công bố ở vị trí thứ 3. Ông là một trong ba vị tân hồng y người Ý, và 1 trong hai vị là hồng y cử tri, được vinh thăng trong công nghị này.
Bằng việc tổ chức công nghị Hồng y năm 2018 được cử hành chính thức vào ngày 29 tháng 6, Giáo hoàng Phanxicô vinh thăng Tổng giám mục Angelo De Donatis tước vị danh dự của Giáo hội Công giáo, Hồng y. Tân Hồng y thuộc Đẳng Hồng y Linh mục.
Ngày 30 tháng 3 năm 2020, ông được xác nhận đã mắc Covid-19, là vị hồng y đầu tiên nhiễm căn bệnh này.